# شهرستان تفت
شهرستان تفت یکی از شهرستان‌های استان یزد است. مرکز این شهرستان، شهر تفت است. این شهرستان به دلیل قرار گرفتن در دامنه‌های شیرکوه از آب و هوایی خنک برخوردار است.
شهرستان تفت با وسعت ۵۸۴۶ کیلومتر مربع در فاصلهٔ ۱۰ کیلومتری مرکز استان یزد در مسیر جادهٔ یزد- شیراز قرار دارد. متوسط بارندگی شهرستان در سال ۱۴۱ میلیمتر می‌باشد. بر اساس جدیدترین تقسیمات کشوری دارای سه بخش، سه شهر و ۱۰ دهستان است. شهرستان تفت دارای ۱۴۴۴ آبادی است که ۳۳۶ روستای آن دارای سکنه و ۱۱۰۸ آبادی خالی از سکنه می‌باشند.

## سوابق و پیشینه تاریخی
تفت منطقه‌ای باستانی با پیشینه‌ای بلند مدت است. این شهرستان از هر لحاظ با یزد پیوند تاریخی داشته و نامش همیشه با آن، همراه بوده‌است.
متأسفانه در مورد شهرستان تفت سوابق تاریخی موجود، نمی‌تواند قدمت واقعی آن را معلوم کند. هر چند رد پای تاریخ و ماقبل تاریخ در گوشه به گوشه این شهرستان قابل مشاهده‌است، از جمله نقاشیهای حک شده بر کوه ارنان در ناحیه پشتکوه که سابقه آن را باستان شناسان حتی به دوازده هزار سال قبل نسبت داده‌اند، یا اسامی مانند روستای توران‌پشت که بنیاد آن را به توران دخت ساسانی نسبت داده‌اند، چنین قدمتی را مسلم می‌دارد. به هر صورت قدر مسلم این است که (موقعیت منطقه و کشفیات تاریخی آن نیز همین موضوع را اثبات می‌نماید) منطقه عمومی تفت از زمان قبل از اسلام وجود داشته و به تعبیر عبدالحسین آیتی نویسنده کتاب تاریخ یزد (آتشکده یزدان)، یزد بدون تفت هیچگاه وجود نداشته‌است.

## اقلیم‌شناسی
از نظر شرایط اقلیمی و کلیماتولوژی، اقلیم شهرستان تفت نیمه خشک و کوهستانی بوده و دارای چهار فصل مشخص است. آب و هوای شهرستان تفت نیمه بیابانی است، که به دلیل قرار گرفتن در دامنه شیرکوه نسبت به یزد، دارای تابستان‌های ملایم تر و بارندگی بیشتری است. بیشترین درجه حرارت مرکز شهرستان، در تابستان ۳۶ و کمترین آن در زمستان ۲- درجه سانتی‌گراد است. رطوبت در تابستان ۱۵ درصد و در زمستان ۳۰ درصد بوده و میانگین بارش سالیانه آن ۱۰۰/۷ است. شرایط اقلیمی حاکم بر شهرستان تفت به علت وجود عوارض طبیعی گوناگون، متفاوت است. از یک طرف وجود ارتفاعات شیرکوه و از طرف دیگر مجاورت با کویر ابرکوه، شرایط متفاوتی را ایجاد نموده‌است. هر چند منطقه در قلمرو آب و هوای معتدله گرم فوق مداری قرار گرفته، اما وجود ارتفاعات بالای شیرکوه، بارندگی آن را نسبت به استان کویری یزد در وضعیت کاملاً متفاوتی قرار داده‌است. شیرکوه و دامنه‌های آن در روستاهای کوهپایه ای واقع در بخش نیر از مهم‌ترین حوزه‌های باران خیز استان است، هر چه از ارتفاعات فاصله بگیریم میزان بارندگی کاهش می‌یابد، به طوریکه از ارتفاعات تا دامنه‌ها و از دامنه‌ها تا کوهپایه‌ها و سرانجام دشتها میزان بارندگی کمتر گشته و در مجاورت کویرها و کفه‌های کویری ابرکوه به حداقل می‌رسد.
قلل و ارتفاعات بالای منطقه و به خصوص شیرکوه، محل ریزش برف بوده و در زمستان تشکیل برفخانه کوچکی را می‌دهند که بعضاً آثار آن تا بهار نیز باقی است. میزان نزولات در ارتفاعات ۳۰۰ تا ۳۶۰ میلیمتر و در دامنه‌ها به ۲۵۰ میلیمتر می‌رسد. بیشترین نزولات جوی در زمستان و کمترین آن در مهر ماه است. غالباً جهت باد در فصل گرم از شمال و شمال شرقی و در فصل سرد از جنوب و جنوب غربی است.

## مشخه‌های جمعیتی
جمعیت شهرستان تفت به جز دههٔ اوّل انقلاب (۱۳۶۵–۱۳۵۵) که رشد داشته‌است در ۲۰ سال اخیر با رشد منفی رو به رو بوده‌است و از ۶۶۸۴۰ نفر در سال ۱۳۶۵ به ۴۷۲۶۰ نفر در سال ۱۳۸۵ کاهش یافته‌است. ۳۶ در صد از این جمعیت در شهرها و ۶۴ درصد در روستاها سکونت دارند.

## عوارض طبیعی و پدیده‌های جغرافیایی
مهم‌ترین و اصلی‌ترین ارتفاعات منطقه تفت شیرکوه با ارتفاع ۴۰۷۵ متر است که آن بلندترین نقطه استان یزد و به عبارتی بلندترین کوه یزد محسوب می‌گردد. شهرستان تفت را رشته کوه‌های متعدد احاطه نموده‌است، به گونه ای که می‌توان این شهرستان را ناحیه عمده کوهستانی استان به‌شمار آورد. دره‌های واقع در بین ارتفاعات، زیباترین، سرسبزترین و خوش آب و هواترین نواحی ییلاقی استان را به وجود آورده‌است. تنها آبشار موجود استان یزد آبشار درگاهان است که ضلع جنوب غربی شهر تفت واقع شده‌است. وضعیت ارتفاعات تفت به گونه ای است که از قدیم الایام تاکنون سه ناحیه مشخصی را به وجود آورده‌است که در گویش عمومی به نواحی پشتکوه، پیشکوه و میانکوه معروف گردیده‌است. البته در قسمتی از نواحی پشتکوه و میانکوه، شهرستان مهریز نیز سهیم می‌باشد. اما آنچه که به پیشکوه معروف گردیده‌است کلاً در شهرستان تفت قرار دارد.

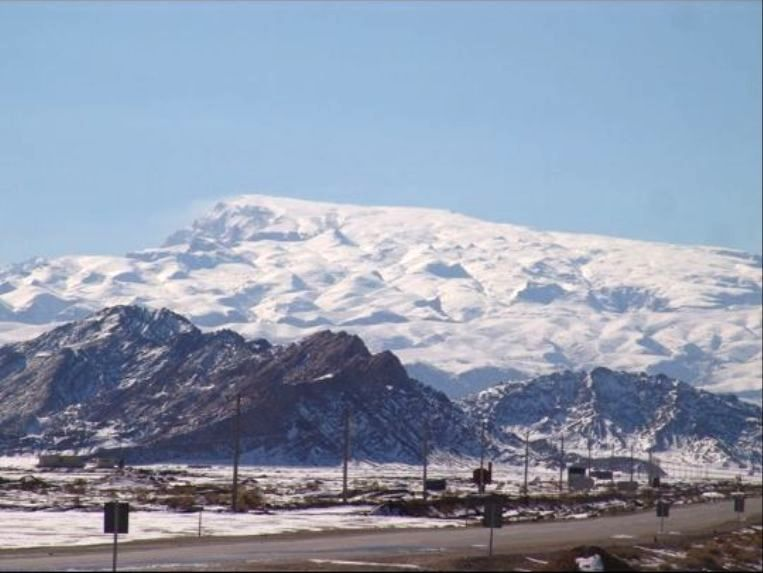
شیرکوه

حد غربی شهرستان تفت، حد شرقی کویر پهناور اصفهان- ابرکوه- سعید آباد می‌باشد که با گسل بسیار بزرگی با امتداد شمال غربی، جنوب شرقی مشخص می‌گردد. اراضی واقع در بین ارتفاعات این شهرستان اغلب به صورت دره‌های بزرگ و کوچک، مناطق مسکونی و آبادیهای شهرستان تفت را تشکیل می‌دهد که دره سیل گیرتفت و مناطق علی‌آباد، نصرآباد، سانیج و ناحیه وسیع پشتکوه (واقع در حد واسط ارتفاعات کم عرض جنوبی و ارتفاعات شیرکوه) از آن جمله اند.

#### ارتفاعات و مهم‌ترین قلل در ارتفاعات ناحیه شمالی
ارتفاعات ناحیه شمالی شهرستان، خط الرأسها و قلل نسبتاً مرتفعی را به وجود آورده‌است که دره سیلابی تفت را در جهت شمالی- جنوبی از دشت وسیع یزد-اردکان مجزا می‌سازد.
مهم‌ترین قلل این ارتفاعات از غرب به شرق به ترتیب عبارتند:
کوه تلخستان: ۲۹۲۰ متر،
کوه قوچان ۲۸۹۶ متر،
کوه مسجد ۳۱۳۳ متر،
کوه زربند: ۳۰۹۹ متر،
کوه باد آسمان: ۲۵۵۲ متر،
کوه کاسه: ۱۶۰۶ متر (که در غرب جاده یزد به تفت قرار گرفته‌است)
کوه سنگ‌تراش: ۱۶۷۹ متر (که در شرق جاده مذکور واقع شده‌است)

#### ارتفاعات و مهم‌ترین قلل (قله‌ها) در ارتفاعات ناحیه جنوبی
از بهم پیوستن این ارتفاعات، منحنی ای به طول تقریبی ۸۰ کیلومتر به وجود می‌آید که از غرب به شرق کشیده شده و تفت را از حوضه آبریز دشت یزد- اردکان جدا می‌سازد. حد جنوبی تفت نیز از اتصال خط الرأسها و جبال کم ارتفاعی به وجود می‌آید که ۷۵ کیلومتر ادامه داشته و قلل آن از شمال به غرب عبارتند از:
کوه چاه میل ۲۶۰۰ متر،
کوه بازرگان ۲۴۴۷ متر،
کوه چاه ریز ۲۴۰۰ متر

#### ارتفاعات و مهم‌ترین قلل (قله‌ها) در ارتفاعات حد شرقی
در حد شرقی شهرستان تفت، قلل و خط الرأسهای بسیار مرتفعی قرار گرفته‌است که از بهم پیوستن آنها خط بسیار پرپیچ و خمی حاصل می‌گردد. قلل آن از ناحیه شمال به جنوب عبارتند از:
بخش غربی کوه بهروک - قله اصلی شیرکوه ۴۰۶۰ متر،

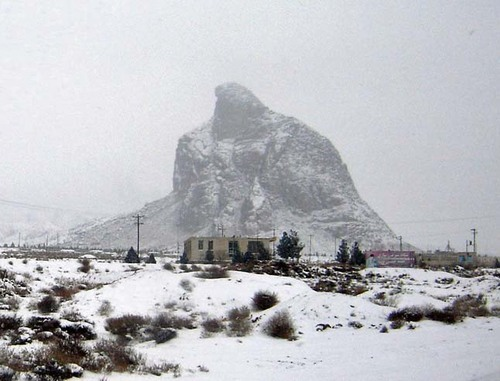
کوه عقاب

کوه برفخانه طزرجان ۴۰۰۸ متر،
کوه لاخسه ۳۸۷۳ متر،
کوه لاانجیر ۲۸۲۰ متر،
کوه تاسرخی ۲۲۰۰ متر
و…

#### جاذبه‌های طبیعی
عقاب کوه (کوه عقاب)

یکی از دیدنی‌های تفت، عقاب کوه (کوه عقاب) است. در نزدیکی شهر تفت و در فاصله ۳۰ کیلومتری محور یزد به شیراز و در کنار روستای فراشاه، کوه نسبتاً مرتفع و منفردی قرار گرفته که تصویری شبیه به یک عقاب نشسته را تداعی می‌کند.
چشمه تامهر 

این چشمه در نزدیکی روستای اسلامیه وعقاب کوه قرار دارد و آب‌دهی چشمه از اسفند تا مهر ادامه می‌یابد و نام چشمه کنایه از زمان پرآبی چشمه است. آب این چشمه باغات و مزارع روستا را تأمین می‌کند.
آبشار درگاهان 

آبشار درگاهان (دره‌گاهان یا دره‌گاوان) با ۷۰ متر ارتفاع به‌عنوان تنها آبشار موجود استان یزد است. این آبشار فصلی در ضلع جنوب غربی شهر تفت واقع شده‌است و آب آن از بارش‌های آسمانی و ذوب تدریجی برف‌های شیرکوه تأمین می‌شود.

## صنایع شهرستان تفت
شهرستان تفت به علت دارا بودن مناسب‌ترین شرایط آب و هوایی و منابع آب، شهرستانی کشاورزی و مناسب برای فعالیتهای کشاورزی و دامپروری محسوب می‌گردد، اما به علت نزدیکی به مرکز استان و استقبال سرمایه گذاران برای سرمایه‌گذاری در کانونهای نزدیک به مراکز عمده جمعیت و محورهای حمل و نقل جاده ای ریلی و هوائی، در سالهای اخیر این شهرستان در کانون توجهات سرمایه گذاران بخش صنعت قرار گرفته و واحدهای صنعتی در آن (بویژه در محور یزد - تفت) مورد استقبال واقع شده‌است.

صنایع فلزی، فرش ماشینی، کاشی و سرامیک، تولید مواد غذائی و دیگر صنایع بزرگ و کوچک در این شهرستان وجود دارد و فضاهای صنعتی در آن در حال گسترش می‌باشد.

شهرستان تفت همچنین به خاطر دارا بودن معادن غنی انواع سنگهای ساختمانی بویژه سنگهای چینی، مرمر و مرمریت یکی از فعالترین کانونهای صنایع سنگهای ساختمانی به‌شمار می‌رود.

مهم‌ترین صنایع دستی این منطقه را گیوه‌دوزی و قالی‌بافی تشکیل می‌دهد که توسط زنان و دختران در داخل کارگاه‌ها یا در منازل مسکونی انجام می‌گیرد.

## آثار تاریخی شهرستان تفت
1. مسجد شاه‌ولی
2. آسیاب آبی گرمسیر
3. عمارت و باغ نمیر صدری
4. قدمگاه فراشاه (اسلامیه)
5. حسینه شاه ولی
6. قلعه اسلامیه
7. بازار تفت
8. آسیاب آبی اسلامیه
9. قدمگاه مرتضی علی
10. غار اسلامیه
11. مسجد شوده
12. باغ علی نقی خان تفت
13. باغ گلشن تفت
14. قلعه شواز
15. مجموعه شیخ علی بلیمان بیداخوید
16. چنار قدیمی (اسلامیه)
17. خانه‌های قدیمی مانند خانه داد
18. مسجد جامع بیداخوید
19. کاروانسرای دهشیر
20. بقعه شیخ جنید توران پشت
21. آب انبار کوهستانی (جادهٔ ده‌بالا)
22. آب‌انبار برالسویه
23. مسجد جامع اسلامیه
24. مسجد جامع طزرجان[۲]

برخی دیگر از آثار تاریخی و مناطق گردشگری مهم شهرستان عبارت اند از:

مسجد امامزاده سیدشمس‌الدین،
مسجد قدیمی توران پشت،
سنگ‌نوشته‌ها و نقوش سنگی دره گازه،
گورستان توران پشت،
مجموعه بیدستان توران پشت،
دخمه چم،
امامزاده عبدالله بن طیار،
قلعه علی‌آباد پیشکوه،
آب‌انبار روستای زین‌آباد،
گورستان شواز،
سنگ‌نگاره‌های دره گنج،
سنگ‌نگاره‌های هس بخته شواز،
مسجد و حسینیه نصرآباد،
آتشکده و مدرسه مبارکه،
قلعه اردان،
آتشکده چم،
آرامگاه چهل دختران تفت،
آرامگاه شیخ عزالدین داوود،
آرامگاهی شخصیت گمنام،
باغ صدری محمدآباد،
باغ مظفری،
باغ صدری فیض‌آباد،
حمام طزرجان،
حسنیه شواز،
قلعه رشکوئیه،
باغ فرهنگ،
مزرعه پسند،
سرو کهنسال چم،
قلعه حسین‌آباد شفیع‌پور،
قلعه پهلوان بادی،
قلعه گاریز

## مشاهیر شهرستان تفت
احمد متوسلیان -
شرف‌الدین علی یزدی -
پهلوان یزدی -
عبدالحسین آیتی -
ابوالفضل زرویی نصرآباد -
محمدجلال عباسی شوازی -
کمال الدین دهشیری -
عمار دهقانی تفتی

## تقسیمات کشوری
- بخش مرکزی شهرستان تفت
  - دهستان پیشکوه
  - دهستان شیرکوه
  - دهستان علی‌آباد
  - دهستان نصرآباد
  - دهستان دهشیر

شهر: تفت
- بخش نیر
  - دهستان بنادکوک
  - دهستان زردین
  - دهستان سخوید

شهر: نیر
- بخش گاریزات
  - دهستان گاریزات
  - دهستان کهدوئیه

شهر: بخ